# Ajima Naonobu
Ajima Naonobu (în japoneză: 安島 直円?, n. 1732 – d. 20 mai 1798) a fost un matematician japonez din perioada Edo.
A contribuit la îmbunătățirea lucrărilor înaintașilor săi, în special în ceea ce privește calculul integral.
A rezolvat problema înscrierii a trei cercuri tangente într-un triunghi (cunoscute astăzi ca cercurile lui Malfatti), a înscrierii a n cercuri într-o coroană circulară, în interiorul unui cerc mare.
Cunoștea trigonometria occidentală.
1. 1 2  MacTutor History of Mathematics archive, accesat în 22 august 2017
2. 1 2 3 4  MacTutor History of Mathematics archive
3. ↑   http://www-groups.dcs.st-and.ac.uk/~history/Biographies/Ajima.html Lipsește sau este vid: |title= (ajutor)
4. ↑   http://www-history.mcs.st-andrews.ac.uk/Printonly/Ajima.html Lipsește sau este vid: |title= (ajutor)
5. ↑   https://4travel.jp/dm_shisetsu/11302374 Lipsește sau este vid: |title= (ajutor)
6. ↑   https://www.jalan.net/kankou/spt_13103aj2200024700/ Lipsește sau este vid: |title= (ajutor)